# Söğütözü
Söğütözü là một xã thuộc huyện Çankaya, tỉnh Ankara, Thổ Nhĩ Kỳ.